# UCI ProTour 2010
El UCI ProTour 2010 fue la sexta edición del sistema UCI ProTour, en el cual los equipos UCI ProTeam (primera categoría) tuvieron garantizada y obligada la participación en todas las carreras con dicha denominación de UCI ProTour. Al igual que en el pasado año formó parte del calendario y ranking de carreras del máximo nivel llamado UCI World Calendar (el calendario) y UCI World Ranking (el ranking).
Entre las novedades destacó la inclusión de dos carreras fuera del continente europeo, en este caso clásicas de un día en Canadá (una en Quebec y otra en Montreal) continente que se suma así a tener carreras ProTour (tras Europa y Oceanía). Nuevas carreras, que en cierta manera, sustituyeron a las carreras desaparecidas de la Contrarreloj por equipos ProTour y Vuelta a Alemania cuyas últimas ediciones fueron en 2007 y 2008 respectivamente.

## Equipos (18)
Estos equipos tuvieron garantizada y obligada su participación en las 16 carreras UCI ProTour y opcional, por invitación aunque con preferencia, en el resto de las 10 carreras UCI World Calendar. La licencia del Lampre-Farnese Vini estuvo en duda y en principio no apareció como equipo ProTour aunque posteriormente se le dio una licencia provisional hasta marzo, para que pudiera resolver sus "incumplimientos administrativos serios", problemas que finalmente resolvió. Aunque la licencia provisional no llegó a tiempo para que pudiesen disputar el Tour Down Under por ello este equipo participó en 15 carreras ProTour mientras el resto lo hicieron en las 16.
Respecto a los equipos de la pasada temporada entraron los nuevos equipos creados en esa misma temporada del Team Sky y Team RadioShack y salieron los equipos descendidos franceses del Cofidis, le Crédit en Ligne y Bbox Bouygues Telecom. Siendo estos los equipos UCI ProTeam 2010:
| Código UCI | Equipo                        | Número de carreras del UCI World Calendar en las que participaron |
| ---------- | ----------------------------- | ----------------------------------------------------------------- |
| ALM        | Ag2r-La Mondiale              | 26 (todas)                                                        |
| AST        | Astana                        | 25                                                                |
| GCE        | Caisse d'Epargne              | 26 (todas)                                                        |
| EUS        | Euskaltel-Euskadi             | 25                                                                |
| FDJ        | FDJ                           | 25                                                                |
| FOT        | Footon-Servetto               | 19                                                                |
| GRM        | Garmin-Transitions            | 26 (todas)                                                        |
| LAM        | Lampre-Farnese Vini           | 25                                                                |
| LIQ        | Liquigas-Doimo                | 26 (todas)                                                        |
| OLO        | Omega Pharma-Lotto            | 26 (todas)                                                        |
| QST        | Quick Step                    | 26 (todas)                                                        |
| RAB        | Rabobank                      | 26 (todas)                                                        |
| SKY        | Sky Professional Cycling Team | 26 (todas)                                                        |
| THR        | Team HTC-Columbia             | 26 (todas)                                                        |
| KAT        | Team Katusha                  | 26 (todas)                                                        |
| MRM        | Team Milram                   | 25                                                                |
| RSH        | Team RadioShack               | 23                                                                |
| SAX        | Team Saxo Bank                | 26 (todas)                                                        |

Además, como venía siendo habitual, también participaron selecciones nacionales (con corredores de equipos de los Circuitos Continentales UCI o amateurs) en las carreras UCI ProTour de países con poca tradición ciclista que fueron el Tour Down Under (selección llamada UniSA-Australia), el Tour de Polonia (selección llamada Team Poland Bank BGŻ) y las nuevas pruebas canadienses del G. P. Quebec y G. P. Montreal (selección de Canadá) que solo tuvieron un permiso especial para correr en esas carreras en concreto. Esas participaciones se produjeron sin que los corredores de dichas selecciones pudiesen aspirar a obtener puntuación (ni obviamente esa selección ni el equipo oficial del corredor). Esas carreras con esas selecciones fueron las únicas excepciones en las que se permitió correr a corredores sin pasaporte biológico ya que alguno de los seleccionados no estaban en equipos adheridos a dicho pasaporte.

## Carreras (16)
Para las Carreras Históricas, véase Carreras Históricas 2010
| Fecha                 | Carrera                      | Vencedor          | Equipo del vencedor   |
| --------------------- | ---------------------------- | ----------------- | --------------------- |
| 19-24 de enero        | Tour Down Under              | André Greipel     | HTC-Columbia          |
| 22-28 de marzo        | Volta a Catalunya            | Joaquim Rodríguez | Katusha               |
| 28 de marzo           | Gante-Wevelgem               | Bernhard Eisel    | HTC-Columbia          |
| 4 de abril            | Tour de Flandes              | Fabian Cancellara | Saxo Bank             |
| 5-10 de abril         | Vuelta al País Vasco         | Chris Horner      | RadioShack            |
| 18 de abril           | Amstel Gold Race             | Philippe Gilbert  | Omega Pharma-Lotto    |
| 27 de abril-5 de mayo | Tour de Romandía             | Simon Špilak      | Lampre-Farnese Vini   |
| 6-13 de junio         | Critérium du Dauphiné Libéré | Janez Brajkovič   | RadioShack            |
| 12-20 de junio        | Vuelta a Suiza               | Fränk Schleck     | Saxo Bank             |
| 31 de julio           | Clásica de San Sebastián     | Luis León Sánchez | Caisse d'Epargne      |
| 2-7 de agosto         | Tour de Polonia              | Daniel Martín     | Garmin-Slipstream     |
| 15 de agosto          | Vattenfall Cyclassics        | Tyler Farrar      | Garmin-Slipstream     |
| 19-24 de agosto       | Eneco Tour                   | Tony Martin       | HTC-Columbia          |
| 22 de agosto          | G. P. Plouay                 | Matthew Goss      | HTC-Columbia          |
| 10 de septiembre      | G. P. Quebec                 | Thomas Voeckler   | Bbox Bouygues Telecom |
| 12 de septiembre      | G. P. Montreal               | Robert Gesink     | Rabobank              |

## Clasificaciones
Véase: Clasificaciones del UCI World Ranking 2010